# El Xef
El Xef es un programa de televisión del género documental presentado por Dabiz Muñoz  que cuenta su vida como cocinero, se emitió por primera vez el 10 de enero de 2016 en Cuatro. El programa cuenta la vida como cocinero de Dabiz Muñoz.

## Historia
Mediaset España anunció que se grabaría un programa de género documental sobre Dabiz Muñoz y que se emitiría en Cuatro. Este trata sobre Dabiz y sus restaurantes DiverXO y StreetXO. Se emite los domingos a las 21.30 h.

## Programas y audiencias
| Temporada | Temporada | Programas | Estreno             | Final               | Audiencia media | Audiencia media |
| Temporada | Temporada | Programas | Estreno             | Final               | Espectadores    | Cuota           |
| --------- | --------- | --------- | ------------------- | ------------------- | --------------- | --------------- |
|           | 1         | 4         | 10 de enero de 2016 | 31 de enero de 2016 | 1 936 000       | 9,5%            |
|           | 2         | 5         | 19 de marzo de 2017 | 16 de abril de 2017 | 1 354 000       | 7,5%            |
| Total     | Total     | 9         | 2016                | 2017                | 1 645 000       | 8,5%            |

### Temporada 1: 2016
| Programa | Título                     | Fecha de emisión    | Audiencia        |
| -------- | -------------------------- | ------------------- | ---------------- |
| 01       | El universo de Dabiz Muñoz | 10 de enero de 2016 | 2 069 000 (9,7%) |
| 02       | Tailandia                  | 17 de enero de 2016 | 2 013 000 (9,9%) |
| 03       | Nueva York                 | 24 de enero de 2016 | 1 695 000 (8,4%) |
| 04       | Fin de temporada           | 31 de enero de 2016 | 1 966 000 (9,9%) |

### Temporada 2: 2017
| Programa | Título                                | Fecha de emisión    | Audiencia        |
| -------- | ------------------------------------- | ------------------- | ---------------- |
| 01       | El restaurante más rebelde de Londres | 19 de marzo de 2017 | 1 318 000 (7,4%) |
| 02       | La carta nunca cambia                 | 26 de marzo de 2017 | 1 676 000 (8,5%) |
| 03       | Última prueba para la cocina asiática | 2 de abril de 2017  | 1 503 000 (8,1%) |
| 04       | Soluciones "a lo Paco Martínez Soria" | 9 de abril de 2017  | 1 051 000 (6,1%) |
| 05       | Es la hora del Rock & Roll            | 16 de abril de 2017 | 1 224 000 (7,4%) |